# Diracova struna
Ve fyzice je Diracova struna hypotetická jednorozměrná křivka v prostoru, postulovaná Paulem Diracem, táhnoucí se mezi dvěma Diracovými magnetickými monopóly s opačným magnetickým nábojem, nebo z jedné magnetické částice do nekonečna. Kalibrační potenciál nemůže být definován pro Diracovu strunu, ale je definován všude kolem. Diracova struna se chová jako elektromagnet v Aharonově–Bohmově jevu a požadavek, že by pozice Diracovy struny neměla být pozorovatelná implikuje Diracovo pravidlo kvantování: produkt magnetického náboje a elektrického náboje musí být vždy celočíselným násobkem {\displaystyle 2\pi }. Také změna pozice Diracovy struny odpovídá kalibrační transformaci. To ukazuje, že Diracovy struny nejsou kalibračně invariantní, což je v souladu s faktem, že nejsou pozorovatelné.
Diracova struna je jediný způsob, jak začlenit magnetické monopóly do Maxwellových rovnic, protože magnetický tok tekoucí podél interiéru strun udržuje jejich platnost. Pokud jsou Maxwellovy rovnice upraveny tak, aby umožňovaly magnetické monopóly na základní úrovni, pak magnetické monopóly již již nejsou Diracovými monopóly, a nevyžadují připojení Diracových strun.

## Podrobnosti
Kvantování vynucené Diracovou strunou může být chápáno z hlediska kohomologie fibrovaného prostoru představujícího kalibrační pole nad základní varietou prostoročasu. Magnetické náboje kalibrační teorie pole mohou být chápány jako generátory grup kohomologické grupy {\displaystyle H_{1}(M)} pro svazek vláken M. Kohomologie vychází z myšlenky klasifikace všech možných kalibračních polí intenzity {\displaystyle F=dA}, které jsou zjevně přesné formy, modulo všechny možné kalibrační transformace, vzhledem k tomu, že intenzita pole F musí mít uzavřenou formu: {\displaystyle dF=0}. Zde je A vektorový potenciál, d představuje kalibrační-kovariantní derivace a F sílu pole nebo formu zakřivení na svazku vláken. Neformálně by se dalo říci, že Diracova struna nese pryč "nadměrné zakřivení", které by jinak zabránilo tomu, aby F mělo uzavřenou formu, protože {\displaystyle dF=0} všude, kromě místa monopólu.